# Ægte rejer
Ægte rejer er tibenede krebsdyr. Ægte rejer adskiller sig fra Dendrobranchiata ved at have laminare gæller. Dendrobranchiata, som også er rejer, har grenede gæller.
- Infraorden Ægte rejer, Caridea (synonym Natantia) (fjordreje, roskildereje...)
  - Overfamilie Procaridoidea
  - Overfamilie Atyoidea ( (Minami numa ebi Neocaridina denticula), (ferskvandsreje med "vifter": Atyopsis moluccensis)...)
  - Overfamilie Stylodactyloidea
  - Overfamilie Pasiphaeoidea ( (Glasreje Phasiphaea tarda)...)
  - Overfamilie Rhynchocinetoidea
  - Overfamilie Palaemonoidea
    - Familie Palaemonidae ( (ferskvandsglasreje Palaeomonetes kadakensis), (ferskvandsglasreje Palaeomonetes paludosus)...)

  - Overfamilie Psalidopodoidea ( ()...)
  - Overfamilie Alpheoidea ( (Knipsereje Alpheus heterochaelis), tiger knipsereje...)
  - Overfamilie Pandaloidea ( (Grønlandsreje Dybvandsreje Nordsøreje Pandalus borealis), (glasreje Montaguis-reje Pandalus montagui)...)
  - Overfamilie Physetocaridoidea
  - Overfamilie Crangonoidea
    - Familie Crangonidae (hestereje (Crangon crangon) ...)
    - Familie Glyphocrangonidae